# Битва при Намакурре
Битва при Намакурре (англ. Battle of Namacurra) — сражение на Восточноафриканском театре военных действий Первой мировой войны, произошедшее 1—3 июля 1918 года.

## Ход битвы
Битва началась 1 июля 1918 года. Португальцы оказали более жесткое сопротивление, чем когда они до этого обороняли Иле. Три португальских батальона при поддержке двух британских рот под командованием полковника Эрика Гор-Брауна сражались против трех немецких рот под командованием капитана Мюллера. К 3 июля фон Леттов вывел свои основные силы. Португальские части неуклонно оттеснялись, пока не были вынуждены отступить за реку Намакурра. Утонули сто европейских и африканских солдат, включая полковника Гор-Брауна. Бои закончились днем 3 июля.

## Последствия
В кампании было около 100 сражений, и Битва при Намакурре была самым кровопролитным из них. 209 британцев и португальцев погибли, а 540 были взяты в плен. Несколько дней спустя тела солдат, утонувших в реке, были найдены ниже по течению. Вместо того, чтобы идти на Келимане, немцы повернули обратно через реку Намиурре в Нумарро и двинулись на север. В течение нескольких дней, пока немцы продвигались на север, войска ван Девентера продолжали продвигаться на юг, к Келимане. Войска ван Девентера, все еще преследуя фон Леттова, признали поражение в сентябре 1918 года. Фон Леттов начал терять своих людей по разным причинам и в конце концов вернулся в Германскую Восточную Африку.
Намакурра и восстание местных жителей против португальского правления в Ангоче фактически положило конец участию Португалии в восточноафриканском театре военных действий Первой мировой войны.